# Adrián Barilari
Adrián Eduardo Barilari (Villa Lugano, Buenos Aires, 11 de noviembre de 1959) es un cantante argentino de rock, más conocido por ser el vocalista de Rata Blanca, banda con la cual grabó un total de ocho álbumes y recorrió los más grandes escenarios de toda Argentina, Iberoamérica, Estados Unidos y Europa.
Integró Alianza en los 90; y como solista editó siete trabajos: Barilari en 2003, junto a los músicos de Nightwish, Canciones Doradas en 2007, reversionando canciones clásicas del rock/pop, Abuso de Poder, mostrando su faceta más pesada, y en 2013 Barilari 4, siguiendo más o menos la línea del álbum anterior,  en 2019, InfieRock, su último trabajo de canciones propias, Tango De Mi País en 2022 reversionando clásicos de tango y también en 2022, Canciones Doradas 2, retomando el trabajo de hace unos años haciendo covers de los años 70 y 80 traducidas al español.

## Biografía

### Primeros años
Segundo de tres hermanos varones de una familia de clase media, estuvo vinculado con la música desde muy pequeño ya que su tío era ejecutante de bandoneón y cantante de tangos. Fue él quien le enseñó a cantar a los 4 o 5 años. Pronto su madre comenzó a llevarlo a los canales de televisión para que cantara frente a las cámaras, con solamente 7 u 8 años.
Su hermano mayor tenía un grupo de rock, en el cual Adrián aprovechaba de momentos para cantar temas de Creedence Clearwater Revival o The Beatles. A los 12 años empezó a componer sus primeras canciones y su madre lo incentivó para que estudiara acordeón, pero él no estaba convencido y terminó aprendiendo a tocar la guitarra, que era lo que realmente le gustaba.
La primera banda roquera de Barilari se llamaba Topos Uranos, de estilo rock pesado, pero tuvo que dejar este proyecto al tener que cumplir con el servicio militar obligatorio. Después de eso fue integrante de otras bandas como Rompecabezas, Cobalto, Vietnam y Días de Gloria.

## Carrera

### Con Rata Blanca

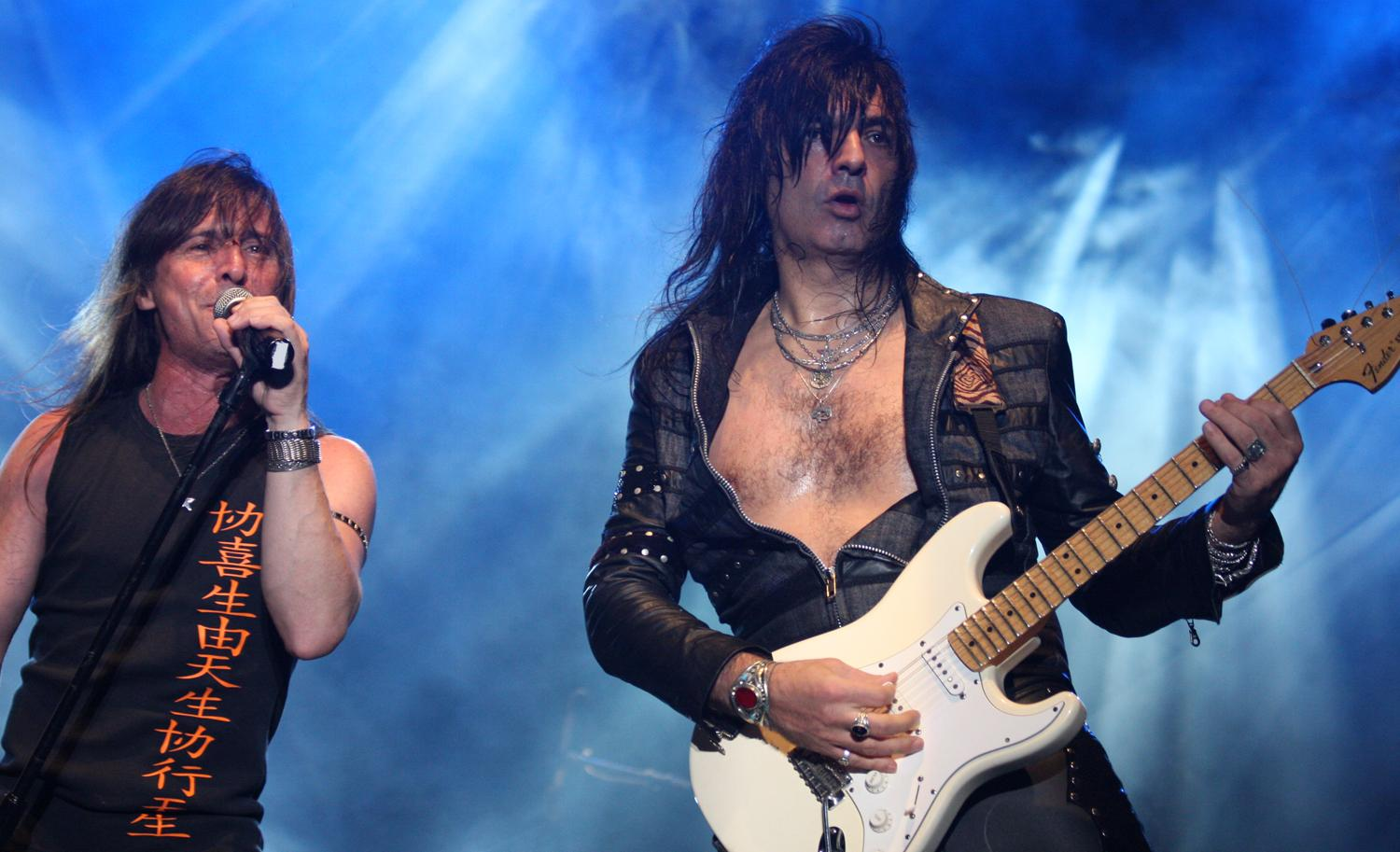
Rata Blanca en 2008. Barilari (izq) y Walter Giardino (der).

Fue entonces cuando en 1989, el cantante Saúl Blanch dejó Rata Blanca, y el grupo comenzó la búsqueda de nuevo cantante. Aunque Barilari pensaba seguir en Días de Gloria, sus propios compañeros le insistieron para que entrase en la banda.
Su ingreso como vocalista en Rata Blanca suponen su auge hacia la fama. Su figura parece lanzarse a los más altos niveles cuando difunden Magos, Espadas y Rosas. Junto con el éxito roquero, llega el éxito mediático y popular. Su original figura de joven extravagante pronto lo convirtieron en la imagen más reconocida que el Rock argentino tenía para ofrecer.
Con la edición del EP El Libro Oculto y ante los deseos de Walter Giardino de llevar a la banda a un estilo más pesado, en 1993, Adrián abandonó el grupo al no estar de acuerdo con el nuevo rumbo impuesto por el guitarrista.
A lo largo de su carrera, el grupo liderado por el guitarrista Walter Giardino ha contado con varios vocalistas en sus filas. Adrián Barilari ingresó a la banda en el año 1989, reemplazando a Saúl Blanch. Con él, Rata Blanca ascendió al estrellato, al grabar discos legendarios como "Magos, Espadas y Rosas" y "Guerrero del Arco Iris".

### Alianza
Junto al teclista Hugo Bistolfi, que también se había alejado recientemente del grupo, forman Alianza, con numerosos músicos sesionistas, de los cuales los únicos miembros permantentes eran ellos dos. No tuvo mucha repercusión en Argentina, pero sí en otros países de Iberoamérica.
El primer disco llegó un año más tarde, titulado Sueños del Mundo y continuaba con la línea de Rata Blanca, sin llegar a ser heavy metal. Dispuestos a aprovechar la fama ganada años antes, realizaron giras por países de Iberoamérica.
En 1997 editaron en México su segundo disco, llamado simplemente Alianza. El disco contaba además con una versión abreviada del clásico «Mujer amante».
En 1998 participó del disco Guitarras argentinas: Placer, odio, sentimiento, del cual participaron los mejores guitarristas del país, incluyendo a Walter Giardino, Daniel Telis (guitarrista del primer disco de Alianza), Adrián Subotovsky, Pappo y Pablo Soler entre otros. Adrián Barilari participó en el disco haciendo las voces en el tema «Nada es para siempre» de Adrián Subotovsky. En ese mismo año también Rata Blanca se separa. Walter Giardino seguía adelante con su proyecto solista Walter Giardino Temple, del que finalmente se fueron todos sus integrantes, tras una pelea en un recital, junto a Glenn Hughes.
En 1999 sacaron a la venta un disco que mostraba un quiebre significativo respecto a lo que venían haciendo anteriormente. Se trata de Huellas, el primer disco de Heavy metal de la banda. También editó un libro titulado Introducción al Canto Pop, en el que se detallan técnicas de respiración y vocalización para aficionados al canto. El libro incluía todos los ejemplos grabados por el mismo Adrián.
El nuevo siglo trajo más trabajo para Adrián, ya que colaboró con el primer disco de Azeroth como cantante invitado junto a Christian Bertoncelli (ex Horcas y actual vocalista de Imperio y Renacer). A partir del renacer de su amistad con Giardino, fue invitado como cantante para realizar algunos shows de Temple, aprovechando la difusión de los clásicos de Rata Blanca en las radios.

### Retorno a Rata Blanca
El 2 de septiembre de 2000 anunciaron en Bolivia, que se volvía a armar Rata Blanca y pronto llamaron a su compañero en Alianza para que ocupara nuevamente los teclados de la banda. Partieron hacia una gira iberoamericana y la cerraron el 19 de diciembre en el Teatro Coliseo. Días después, Alianza se presentó en Acatraz para despedir el año.
En el 2001 continuó junto a Rata Blanca en sus presentaciones, pero paralelamente participó junto a Hugo Bistolfi y otros reconocidos músicos, como Ricardo Mollo, Claudio O'Connor, Norberto Rodríguez, Claudio Marciello, Walter Meza, etc. de un disco tributo a Deep Purple, llamado Sueños Púrpura.
Ya con Rata Blanca de vuelta, editaron Grandes Canciones, un recopilatorio con algunas de las más clásicas del grupo, incluyendo una versión acústica de «Mujer Amante» con la formación actual. Posteriormente en el año 2002, sacan a la venta El camino del fuego. Previamente, sacaron dos sencillos de este último, el primero se tituló En nombre de Dios y el segundo Volviendo a Casa, los cuales se entregaban con la compra de la entrada al concierto que dieran en el teatro Gran Rex el 23 de diembre del 2001.
En el 2003 sacan Poder vivo un recopilatorio de varios conciertos de su última gira hasta la conclusión de la misma. Al día siguiente (26 de julio), se presentan en el estadio Obras y sacan un CD y un DVD del concierto.
En el 2005 editan La llave de la puerta secreta, un disco inspirado en el libro El código Da Vinci, y en el 2008 sale el álbum, El Reino Olvidado, manteniéndose siempre vigentes dentro de la escena argentina.

### Barilari
Además de su trabajo en Rata Blanca, Adrián Barilari comienza una carrera solista como proyecto paralelo llamado Barilari; con él graba un EP de cuatro temas adelanto del CD principal Barilari.
Barilari, ya editado como álbum, cuenta con la participación de destacados músicos europeos. De Stratovarius, Jens Johansson en teclados, y de Nightwish , Emppu Vuorinen en guitarras, Jukka Nevalainen en batería y Sami Vänskä en bajo.. En guitarras, además, los argentinos Daniel Telis y Gonzalo Ledesma. El disco fue grabado en Finlandia, Suecia, Alemania y Argentina y cuenta con una sección de cuerdas grabadas en Alemania. Las composiciones corren por cuenta de Adrián, Gonzalo Ledesma y Daniel Telis, Jens Johansson y Emppu Vuorinen. Se destaca la versión del clásico de Rainbow «Stargazer», adaptado al castellano. El disco fue mezclado por Mikko Karmila y masterizado por Mika Jussila en los "Finnvox Studios" de Finlandia donde hoy en día se genera buena parte del rock pesado a nivel mundial.
En 2007 presenta un disco de covers llamado Canciones Doradas en el cual versiona diversas canciones en inglés que fueron hits en su momento, además de un cover de "Pasión Prohibida", un tema de su antigua agrupación Alianza.
En el 2009, Ádrian saca a la luz su tercer disco, Abuso de poder; este es un disco muy potente y con letras más comprometidas que sus trabajos anteriores. Dicho disco se lanzó vía Internet a principios de junio, el primer corte es la canción que le da nombre al disco.
En junio de 2012 sacó a la venta su obra: Barilari 4. El título hace referencia a que es su cuarta producción como solista.
En el año 2019 vuelve a lanzar un trabajo discográfico bajo el nombre de InfieRock, que sería su último trabajo de puño y letra en cuanto a la composición.
En 2022 lanza dos discos, Tango De Mi País, haciendo versiones muy personales de tangos argentinos y también Canciones Doradas 2, cantadas siempre en español igual que su antecesor.

## Influencia, legado y técnica
Se pueden mencionar como sus principales influencias a íconos tales como Ian Gillan, Ronnie James Dio y Bruce Dickinson. Así mismo, a lo largo de su extensa carrera, también ha sido inspiración de destacados vocalistas como Javier Barrozo (ex Lörihen), Diego Valdez (ex-Helker), Leo Jiménez (ex-Saratoga) y Ronnie Romero (Rainbow) entre otros.
Su técnica destaca por su marcado vibrato lírico, sus agudos ligeros y su excelente colocación y proyección. Su rango vocal es de E2 a un B5. También ha incursionado en otros estilos como el tango, melódico y clásico destacando versiones de Nostalgias, Nessun dorma y 'O sole mio.

## Discografía

### Con Rata Blanca
- Magos, espadas y rosas - 1990
- Guerrero del arco iris - 1992
- El libro oculto - 1993
- En vivo en Buenos Aires (en vivo, con la Orquesta de Cámara Solistas Bach) - 1996
- Grandes canciones (recopilatorio) - 2000
- El camino del fuego - 2002
- Poder vivo (en vivo) - 2003
- La llave de la puerta secreta - 2005
- El reino olvidado - 2008
- XX aniversario Magos, espadas y rosas - 2011
- Tormenta eléctrica - 2015

### DVD
Con Rata Blanca
- En Vivo Estadio Obras
- Teatro Gran Rex XIV-XII-MMIII

### Con Alianza
- Sueños del Mundo (1994)
- Alianza (1997)
- Huellas (1999)

### ComoBarilari
- Barilari (2003)
- Canciones Doradas (2007)
- Abuso de poder (2009)
- Barilari 4 (2012)
- En vivo en Vorterix (2013)
- Infierock (2019)
- Tango De Mi País (2022)
- Canciones Doradas 2 (2022)

### Otras participaciones discográficas
- Sueños Púrpura (2001) (Disco tributo a Deep Purple, con Burn y Knocking at Your Back Door)
- La Leyenda Continúa (2001) (Tributo con la participación de todos los integrantes de la historia de Rata Blanca. Adrián participó en una re-versión de la Leyenda del Hada y el Mago con Jens Johansson como invitado)
- Larga Vida Al... Volumen Brutal (2002) (Disco tributo a Barón Rojo, con el tema Los Rockeros Van al Infierno)
- Sabbath Crosses (2004) (Disco tributo a Black Sabbath, con Heaven and Hell)
- Tributo Internacional a Kraken (2007) (Disco tributo a Kraken (banda), con Vestido de Cristal)
- Sueños Púrpura II (2011) (Segundo Disco Tributo a Deep Purple, con versiones en castellano de «King Of Dreams» y «Fire In The Basement», y una pequeña participación en «Smoke On The Water»)

### Colaboraciones
- Los Rancheros: Supernova (1996)
- Adrián Subotovsky Odisea: Homenaje a Paganini (Voz invitada en el tema Nada es para siempre) - (1998)
- Azeroth: Azeroth (2000)
- Magika: La Fuerza Que Nace (2002)
- Ojo x ojo: Brokenheart (2003)
- Blind Guardian: La cosecha del dolor (2003)
- Dragonfly: Dómine (2004)
- Adrián Subotovsky: Homenaje a Paganini-Reedición (Voz invitada en el bonus track Recuerdo de un amor) - (2006)
- Agamez: Batalla solar (2007)
- Hugo Bistolfi: Viaje al cosmos (2009)
- Juan Salaberry: No dejen de Brillar (2011)
- Patricia Sosa: Patricia Sosa desde la Torre (2012)
- Lörihen: Desconexión (2018) (Voz invitada en El Viaje)
- Zenobia: VI: Edición Especial (2022) (Voz invitada en La Danza del Diablo)
- Dario Imaz: Vox Popurrí, Vol. I (2023) (Voz invitada en Hoy Lo Entiendo junto a Nico Borie)
- Akash: "Desde tu cielo" (2023) (Voz invitada)